# Segundo romance
Segundo romance è il tredicesimo album di Luis Miguel pubblicato nel 1994.

## Tracce
1. El Día Que Me Quieras – 3:58 (testo: Carlos Gardel, Alfredo Le Pera – musica: Carlos Gardel, Alfredo Le Pera)
2. Sin Ti – 3:00 (testo: Pepe Guízar – musica: Pepe Guízar)
3. Somos Novios – 3:10 (testo: Armando Manzanero – musica: Armando Manzanero)
4. La Media Vuelta – 2:42 (testo: José Alfredo Jiménez – musica: José Alfredo Jiménez)
5. Solamente una Vez – 2:58 (testo: Agustín Lara – musica: Agustín Lara)
6. Todo y Nada – 3:35 (testo: Vicente Garrido – musica: Vicente Garrido)
7. Historia De Un Amor – 3:55 (testo: Carlos E. Almaran – musica: Carlos E. Almaran)
8. Cómo Yo Te Amé – 3:30 (testo: Armando Manzanero – musica: Armando Manzanero)
9. Nosotros – 4:00 (testo: Pedro Junco – musica: Pedro Junco)
10. Yo Sé Que Volverás – 3:35 (testo: Luis Pérez Sabido, Armando Manzanero – musica: Luis Pérez Sabido, Armando Manzanero)
11. Delirio – 4:34 (testo: César Portillo de la Luz – musica: César Portillo de la Luz)